# Indijski hram
Indijski hram je oblik hramske verske arhitekture koji se razvio na Indijskom podkontinentu. Iako ti hramovi pripadaju trima religijama (budizam, hinduizam i džainizam), njihov razvitak i mnoge odlike su zajedničke.

## Istorija
- Pravi indijski hram datira iz razdoblja dinastije Gupta (370.-550.). Pe toga se verska delatnost vekovima odvijala u svetištima izdubljenim u živoj steni, posebno u zapadnim delovima srednje Indije.
- Najstariji sačuvani spomenici su pećinski hramovi i stupovi u Asoki. Stupove, koji su persijski po tehnici, stilu i osećaju, verovatno su i podigli Persijanci. Pećinski hramovi bili su imitacija ahemenidskih grobnica koje su se gradile u Persiji u 6. i 5. veku pre Hrista. Najpoznatiji primeri pećinskih hramova su budističke pećine u Ajanti koje su u potpunosti bile uklesane u živu stenu.

Obožavanje kipova, je verovatno preuzeto od Grka koji su bili u severozapadnoj Indiji oko tri stotine godina nakon Aleksandra Velikog. Najstarije ruševine hinduskog hrama nalaze se u Avganistanu i verovatno poticu iz 2.veka.
- Budistički hram, poput Mahabodhi hrama u Bodh Gayi (5.-6. vek), je ustanovio klasični oblik indijskog hrama s tornjem u obliku visoke piramide i visokom kamenom ogradom odmah uz hram, oboje potpuno prekriveni prizorima u visokom reljefu.
- U razdoblju dinastije Gupta[5] oblik se mnogih hramova priklonio standardiziranom crtezu koji će ostati obrazac za kasnije hramove. Srce zgrade je činila kockasta cella (svetište) u kojoj se postavljao božanski kip. Lagano uzdignut na niskom uzvišenju, kip je bio smešten u četvrtastoj prostoriji pred kojom se nalazila neka vrsta predvorja. Svetište je okruživao prolaz namenjen za obrednu šetnju oko svetog kipa. Arhitravi i dovratnici na ulaznom portalu često su se bogato ukrašavali biljnim motivima te muškim i ženskim likovima hramskih zaštitnika, a zidove su krasili i kipovi raznih hinduističkih božanstava.

### Najstariji hinduistički hramovi
Na jugoistoku Indije, oni građeni za vreme Pallava vladara, su zapravo prelaz iz pećinskog hrama u strukturnu građevinu sa snažnim odlikama budističkih samostana i chaitya (dvorana u kojoj je stupa) s nekoliko ćelija okupljenih oko dvorišta. Tako hramovi u Mahabalipuramu i Hram sunca u Konarku imaju dvorane-paviljone (mandapa) i svetišta (rathas) oblikovane kao ceremonijalne kočije.
- Khajuraho hramovi su izvrsni primer srednjovekovne indijske arhitekture[7], ali svojim prikazima i svedočanstvo života ljudi u vreme Chandela vladara (oko 950.-1150). Hramovi su izgrađeni od peščara, bez veziva. Njihovi stupovi i arhitravi su izgrađeni od megalita, do 20 tona teških. Svaki se sastoji od tri glavna elementa: ulaza (ardhamandapa), svečane dvorane (mandapa) i svetišta (garbha griha).

## Uticaj
Širenje indijske arhitekture bilo je rezultat kolonijalizma, koji je preneo indijsku kulturu zasnovanu na hinduizmu i budizmu, u celu regiju jugoistočne Azije, koja obuhvata Burmu, Tajland, i Indokinu na kopnu, te Šri Lanku, Sumatru, Javu, Bali i drugo. Dva najveća spomenika indijske kulture izvan Indije su Borobodur na Javi i Angkor Wat  u Kambodži.

## Popis poznatijih indijskih hramova
| - Pecinski hramovi u Ajanti - Brahmeswara - Veliki hramovi dinastije Chola (Brihadisvara, Gangaikondacholisvaram i Airavatesvara) - Dharmaraja Ratha - Deogarh - Pecine Elephante - Pecinski hramovi Ellore - Kailasa - Khajuraho, kompleks od 25 hinduističkih i jainističkih hramova - Hram sunca u Konarku - Mahabalipuram - Mahabodhi, budistički hram na mestu Budina prosvećenja - Mamallapuram - Rajarajeshvara - Velika stupa u Sanchiju, najstariji budistički hram - Virupakshin hram u Hampiju (stari grad Vijayanagara) | - Indijski hramovi izvan Indije: - Stupa Ruanveli, Šri Lanka - Borobodur, Java - Prambanan, Java - Chandi Sari, Java - Anandin hram u Paganu, Burma - Angkor Wat, Kambodža - Bayon, Kambodža |